# Stúpa
Stúpa (ze sanskrtského स्तूप; v páli thúpa, tibetsky མཆོད་རྟེན་, čhörten, čínsky 窣堵坡, 舍利塔, pinyin sūdǔpō, shèlìtǎ, thajsky สถูป, เจดีย์, sinhalsky දාගැබ්, dagoba) je buddhistická stavba, která je symbolem klidu a míru. Je naplněna buddhistickými relikviemi, například ostatky Buddhy. Nejstarší stúpy se nacházejí zejména v tradičně buddhistických zemích, v Indii, Nepálu, Tibetu a dalších asijských zemích. Stále častěji se však začínají stavět i v západním světě – k nejznámějším příkladům patří Stúpa osvícení v jižním Španělsku. Stúpy se obcházejí po směru hodinových ručiček, což má pozitivní vliv na mysl.

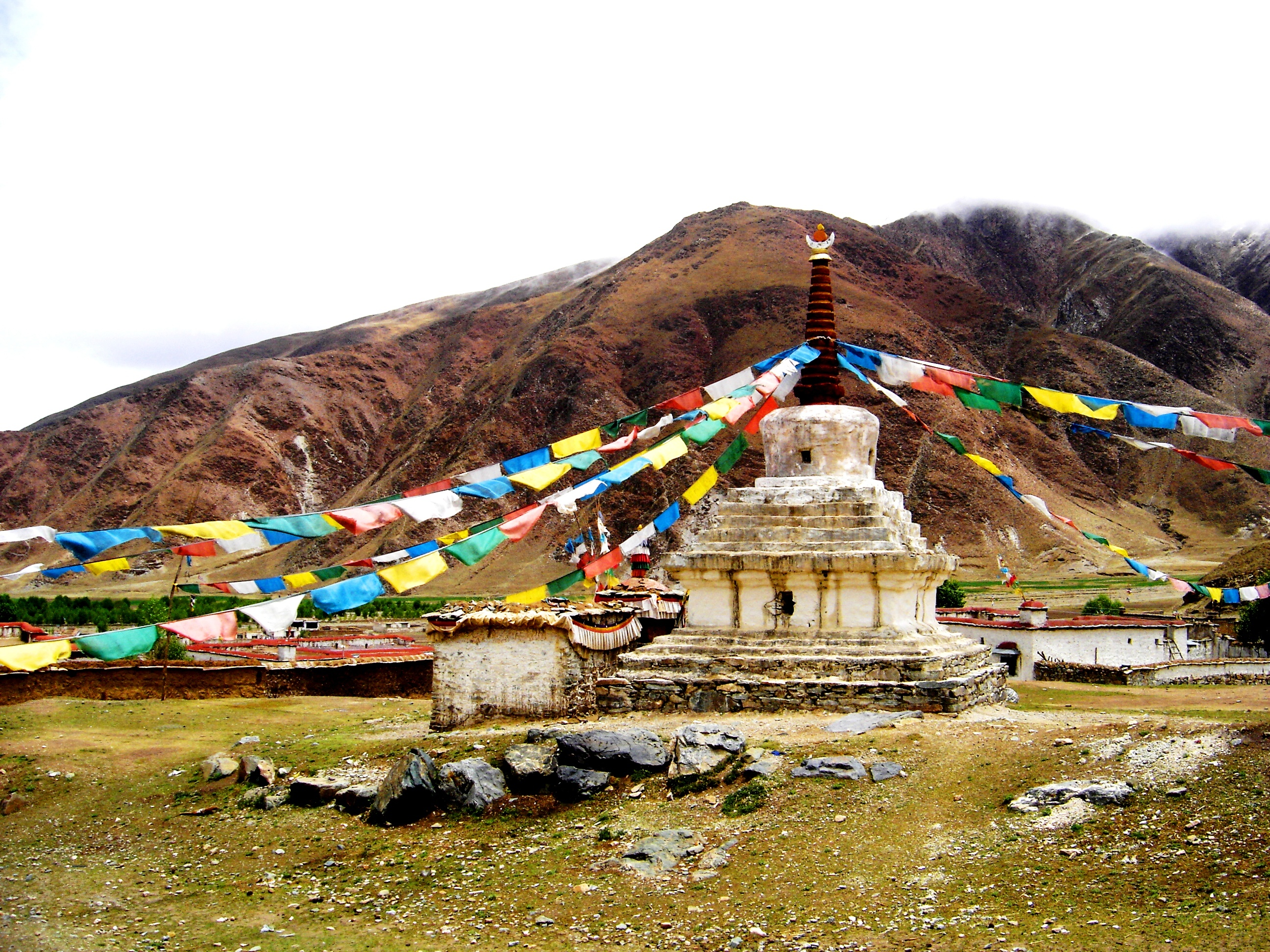
Vesnická stúpa v Tibetu

## Význam stúp
Stúpy jsou mnohoznačnými symboly. Symbolizují jednotlivé prvky vesmíru a základní živly, svým tvarem připomínají tělo Buddhy sedícího v meditaci a různé druhy stúp odkazují k důležitým událostem v životě historického Buddhy Šákjamuniho.
Jednotlivé úrovně stúpy ztělesňují také cestu k rozvinutí plného lidského potenciálu. Diamant korunující stúpu symbolizuje cíl této cesty - dokonalou podstatu mysli. Bytostem připomíná, že mohou dosáhnout transformace nevědomosti a problémů v moudrost a radost.
Důležitou součástí stavby stúpy je její plnění - je naplněna symboly těla, řeči a mysli všech buddhů, tzn. soškami, texty a relikviemi. Každá stavba stúpy je dokončena až inaugurací - slavnostní ceremonií, kdy je naplněna přáními pro dobro všech bytostí.
Stúpy slouží jako veřejná místa, kam přicházejí návštěvníci, aby vyjádřili svá přání pro dobro ostatních a meditovali. Stúpu je možné obcházet po směru hodinových ručiček, což má údajně mít pozitivní vliv na mysl.

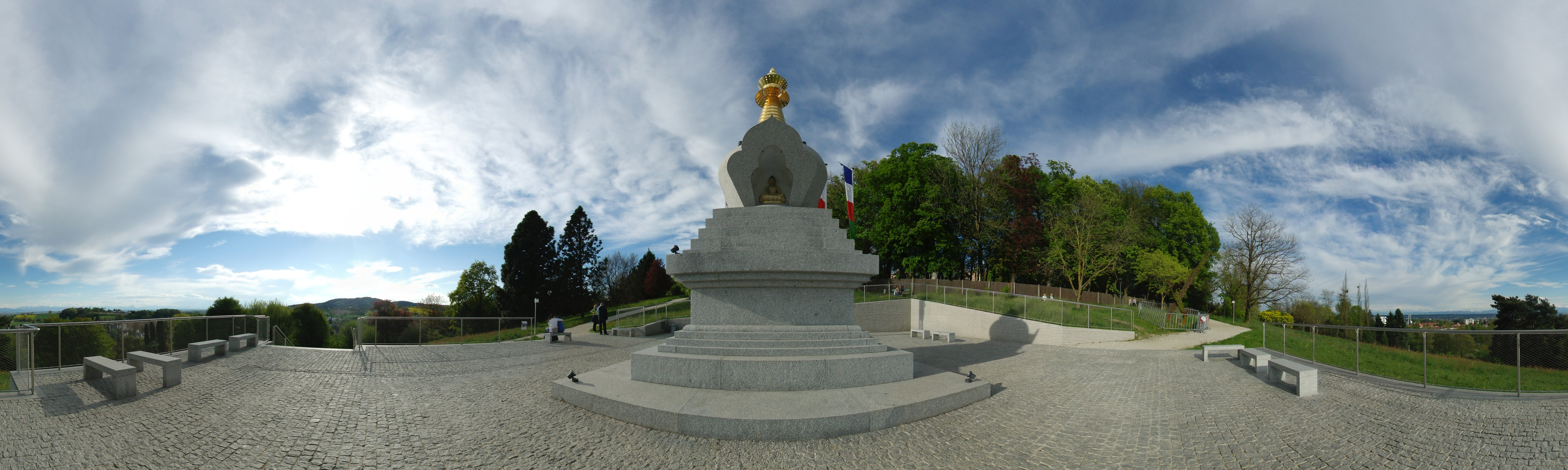
Buddhistická stúpa v Linci

## Vznik stúp

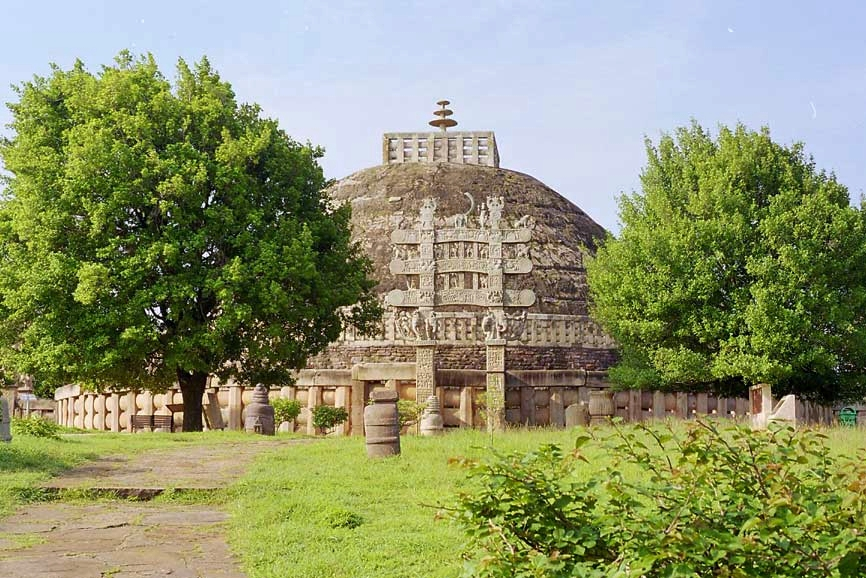
Velká stúpa v Sáňčí, 3. století př. n. l., autor fotografie: Gérald Anfossi

Původ stúpy sahá do předbuddhistické Indie do doby, kdy se nad schránkami, do kterých se ukládal popel mrtvých, vršily hromady kamení nebo cihel. Avšak až s příchodem buddhismu zažilo stavitelství stúp rozmach a postupně začaly dostávat složitější tvary. Po Buddhově smrti a následné kremaci měl nastat mezi několika panovníky spor o jeho ostatky. Rozepře byla vyřešena rozdělením ostatků na osm dílů, nad nimiž jejich majitelé navršili stúpy. Za doby vlády krále Ašóky měly být tyto stúpy otevřeny a rozděleny na 84 000 částí, jež byly rozneseny do všech koutů Indie, kde nad nimi bylo postaveno 84 000 stúp.
Nejpozději za krále Ašóky se však začaly stavět stúpy, které měly pouze symbolizovat posvátnost místa, většinou spjatá s Buddhovým působením. Uchovávaly sošky, posvátné texty nebo také ostatky významných buddhistických lamů.

## Vývoj stúp

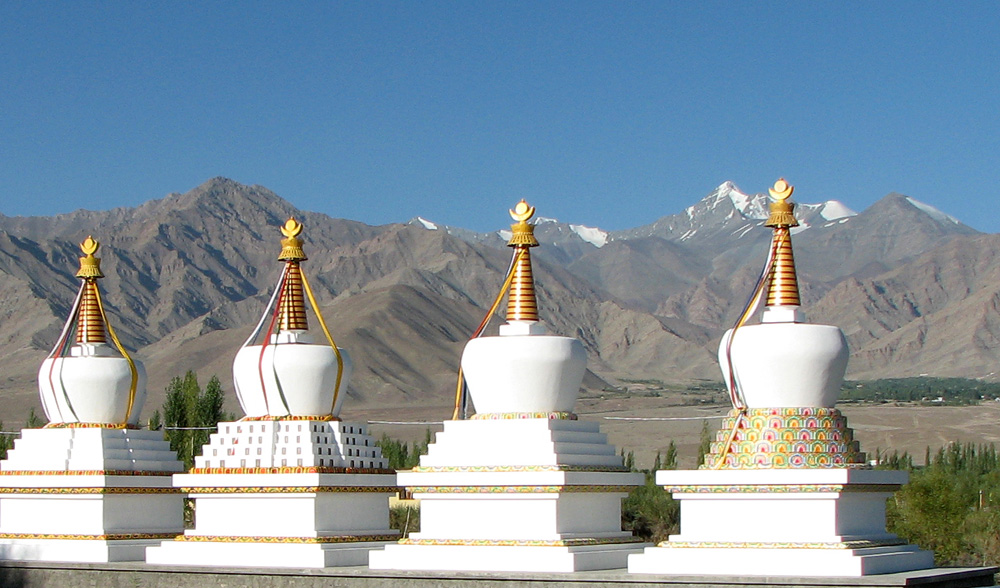
Tibetská forma stúpy čhörten

Nejstarší známý typ stúpy, jakožto i nejstarší známá dochovaná stúpa, se nachází v Sáňčí. Od tohoto typu stúpy, jenž byl rozšířený mezi 3. stoletím př. n. l. a 1. stoletím n. l., se odvozují všechny formy stúpy, pagody a její východoasijské podoby. Stúpa v Sáňčí má kruhovitou základnu, na níž je postavena zploštělá polokoule.
V Gandháře se vývoj stúp posunul dále. Stúpy byly stavěny tak, aby na nich vznikl prostor pro vytváření reliéfů a vyobrazení z Buddhova života. Základna stúpy se přitom zvýšila a byla rozčleněna do několika částí. Mezi lety 150 a 400 n. l. se kruhová základna přeměnila v čtvercový podstavec, který je rozčleněný na více stupňů, přes nějž vedou schodiště k obchodné terase.

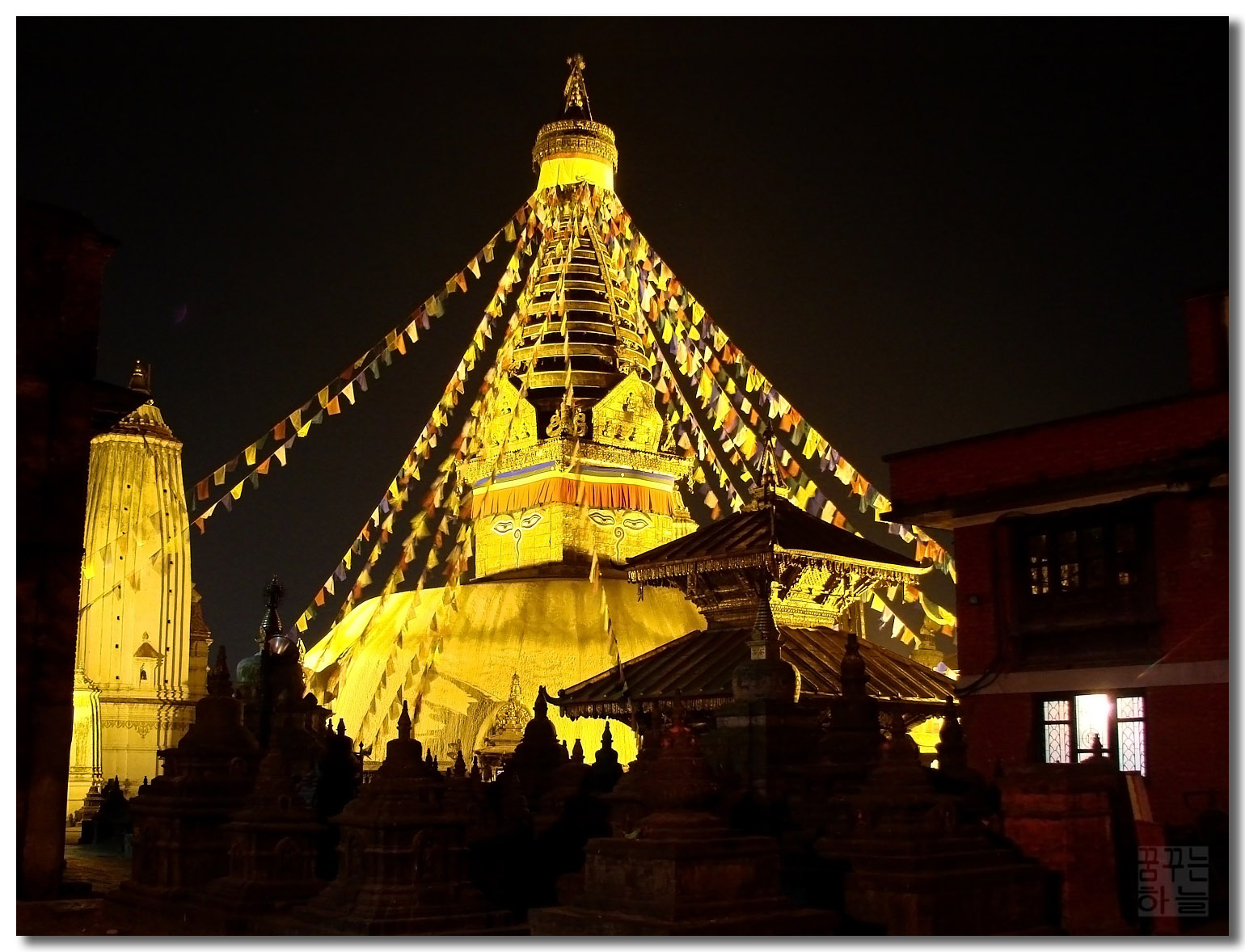
Slavná stúpa Svájambhú, vztyčená na hoře stejného jména v Káthmándú. Podle legendy tato stúpa existuje od bezpamětných časů.

V oblasti Srí Lanky a Thajska se dodnes udržel tvar stúpy s nízkou základnou. Kopule se však protáhla do výše, často do zvonovitého tvaru. V Tibetu se stúpy nazývají čhörteny (dosl. schránka na obětiny). Pro Tibeťany je čhörten hlavně symbolem „probuzené mysli“, tj. mysli, která je charakterizovaná dvěma základními duchovními kvalitami – moudrostí a soucítěním. Čhörteny se rozdělují na osm základních typů, které mají připomínat osm velkých činů Buddhy Gautamy:
- Lotosová stúpa – narození Buddhy;
- Stúpa osvícení – dosažení osvícení;
- Stúpa moudrosti – udělení prvních nauk;
- Stúpa sestoupení z nebe – sestoupení z nebe Tušita po udělení nauk matce;
- Stúpa zázraků – obrácení protivníků ke správnému pohledu pomocí zázraků;
- Stúpa sjednocení – odvrácení rozpadu ve společenství praktikujících;
- Stúpa dlouhého života – prodloužení života na prosbu jeho žáků;
- Stúpa parinirvány – odchod do nirvány, úplné uskutečnění.

Devátým, velice vzácným typem tibetské stúpy je Stúpa Kálačakry – Kola času. Každý typ se od sebe mírně liší.

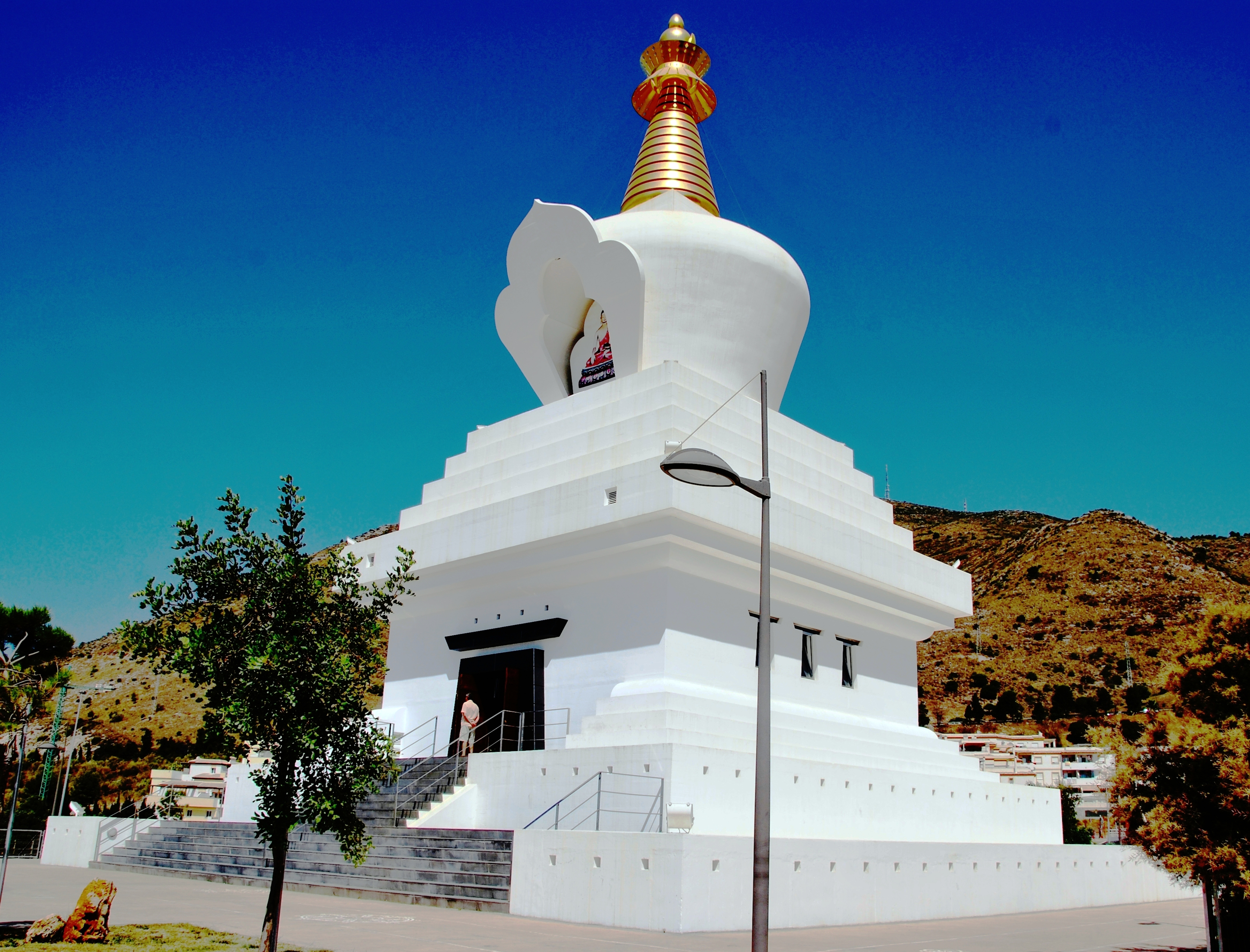
Stúpa osvícení ve španělské Benalmádeně

## Stúpy na Západě
Buddhismus se dostal na Západ v 60. letech 20. století a prakticky již v té době se začalo se stavbou stúp také v Evropě a Americe. Více než dvacet stúp postavil na Západě významný lama linie Karma Kagju - Lobpön Cečhu rinpočhe. Jeho posledním projektem byla vůbec největší Stúpa osvícení ve španělské Benalmádeně (výška 33 m). Byla dostavěna po jeho smrti a inauguroval ji v roce 2003 Šamar rinpočhe. Již několik stúp poté v Evropě postavil také lama Šerab Gjalcchen rinpočhe z Nepálu a jeho žák, lama Čogdrub Dordže.

## Stúpy v Česku

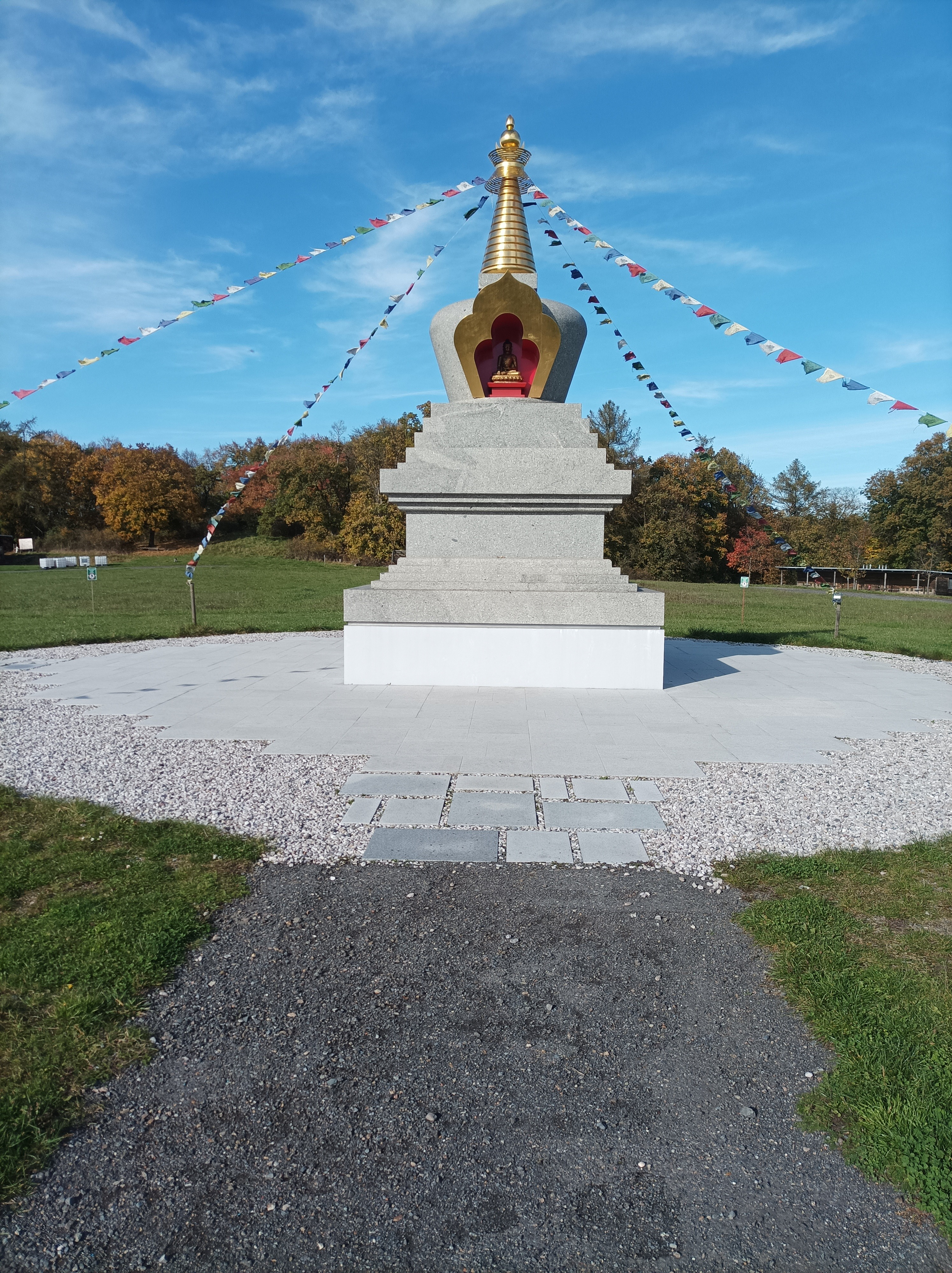
Stúpa osvícení v Těnovicích

První buddhistická stúpa v Česku, Stúpa osvícení, byla postavena a inaugurována v neděli 14. září 2014 v Těnovicích u Plzně pod vedením Šeraba Gjalcchena rinpočheho a lamy Oleho Nydahla. Inaugurace se zúčastnily tisíce buddhistů z Česka i ze zahraničí. Jde o první stúpu v Evropě, která je sestavena z kamenných bloků bez betonové konstrukce. Použitý kámen je typicky český a navíc velmi starý – žula. Stúpa stojí v areálu meditačního centra buddhismu Diamantové cesty, návštěvníci mohou dělat dobrá přání, zatímco ji obcházejí po směru hodinových ručiček.
V pořadí druhá stúpa v České republice je Vítězná stúpa (skrt. Vidžaja stúpa) v Liberci. Výstavba 6,4 metrů vysoké Vítězné stúpy započala v zahradě Centra Rabten Čhödarling v Liberci úvodními rituály na podzim 2009 a vysvěcena byla 27. 9. 2014. Stavba samotná byla realizována členy Centra a na její výzdobě se podíleli nepálští umělci. V liberecké Vidžaja stúpě jsou uloženy relikvie dvou významných osvícených Mistrů, a to samotného Buddhy Šákjamuniho a Ctihodného Geše Rabten Rinpočheho.
Místy dalších stúp jsou Mokrovraty u Dobříše, Brloh u Českých Budějovic, Velký Šenov a Vrážné (zenová stúpa školy Kwan Um).
Vyvinuta byla rovněž aplikace Stúpa lokátor, jejíž vývojáři postupně shromažďují všechna místa a podrobné informace.

## Galerie

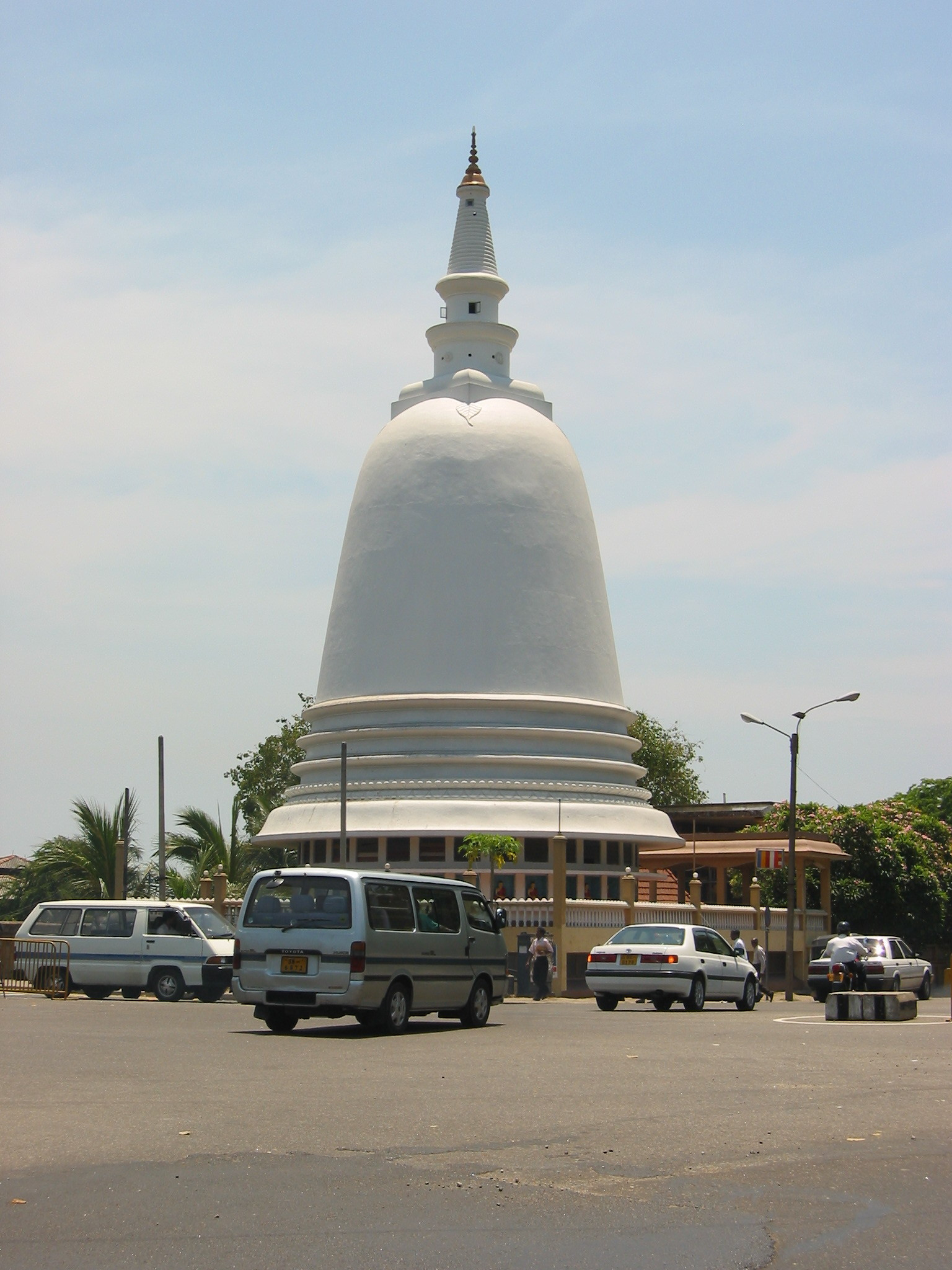
Kolombo, Srí Lanka
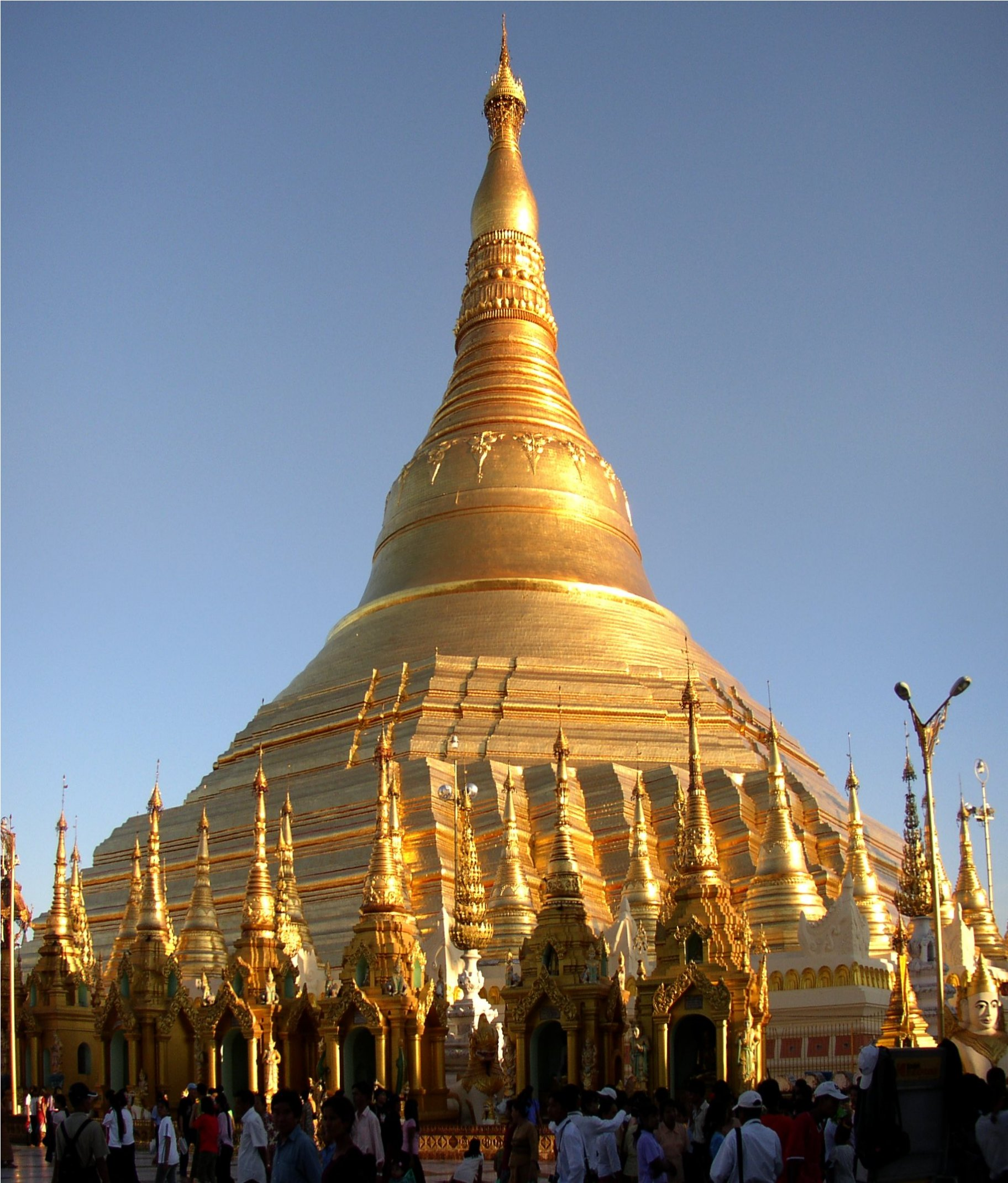
Šweitigoumská pagoda v Rangúnu, Myanmar (Barma)
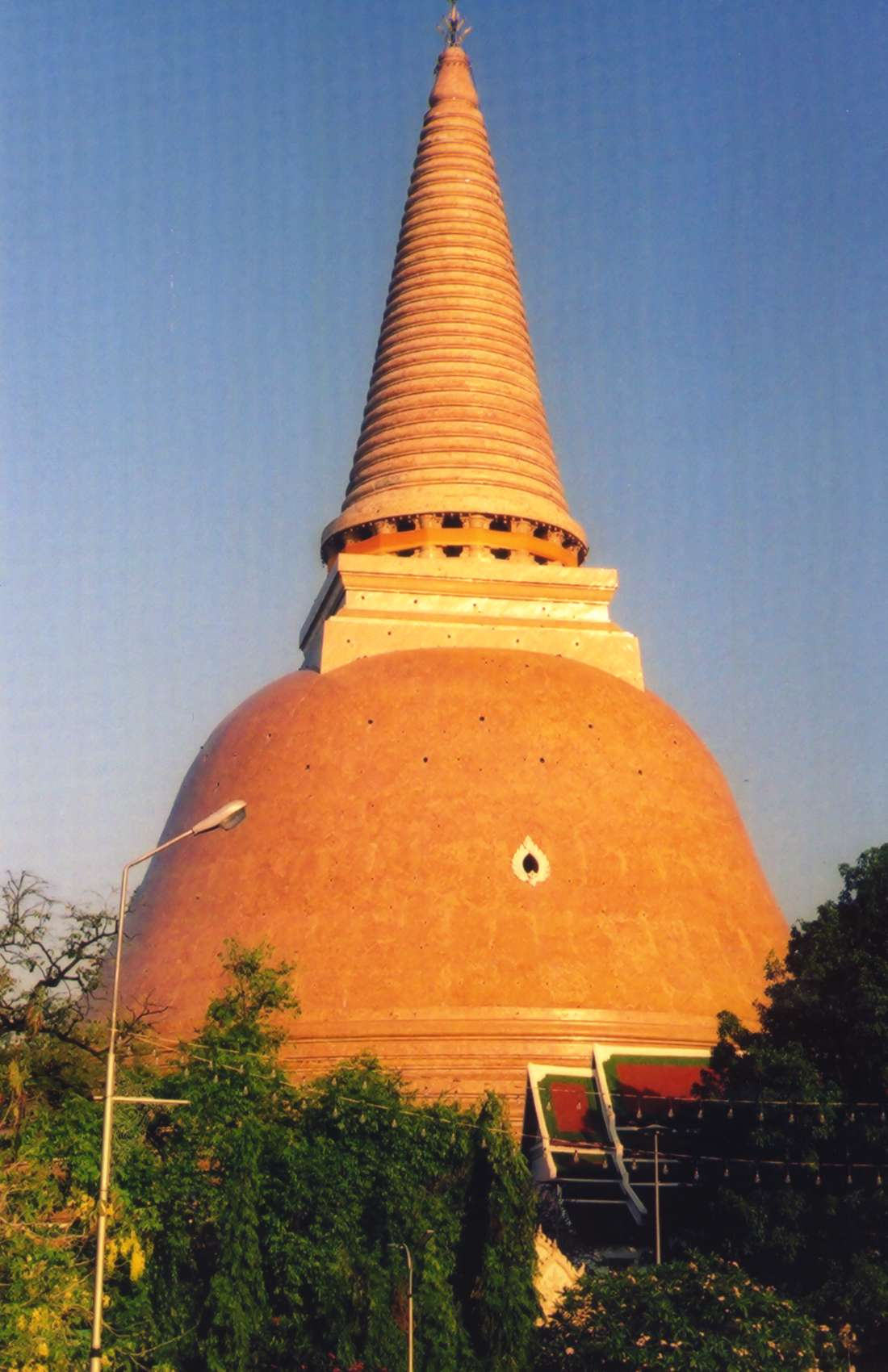
Phra Pathom Chedi, Thajsko
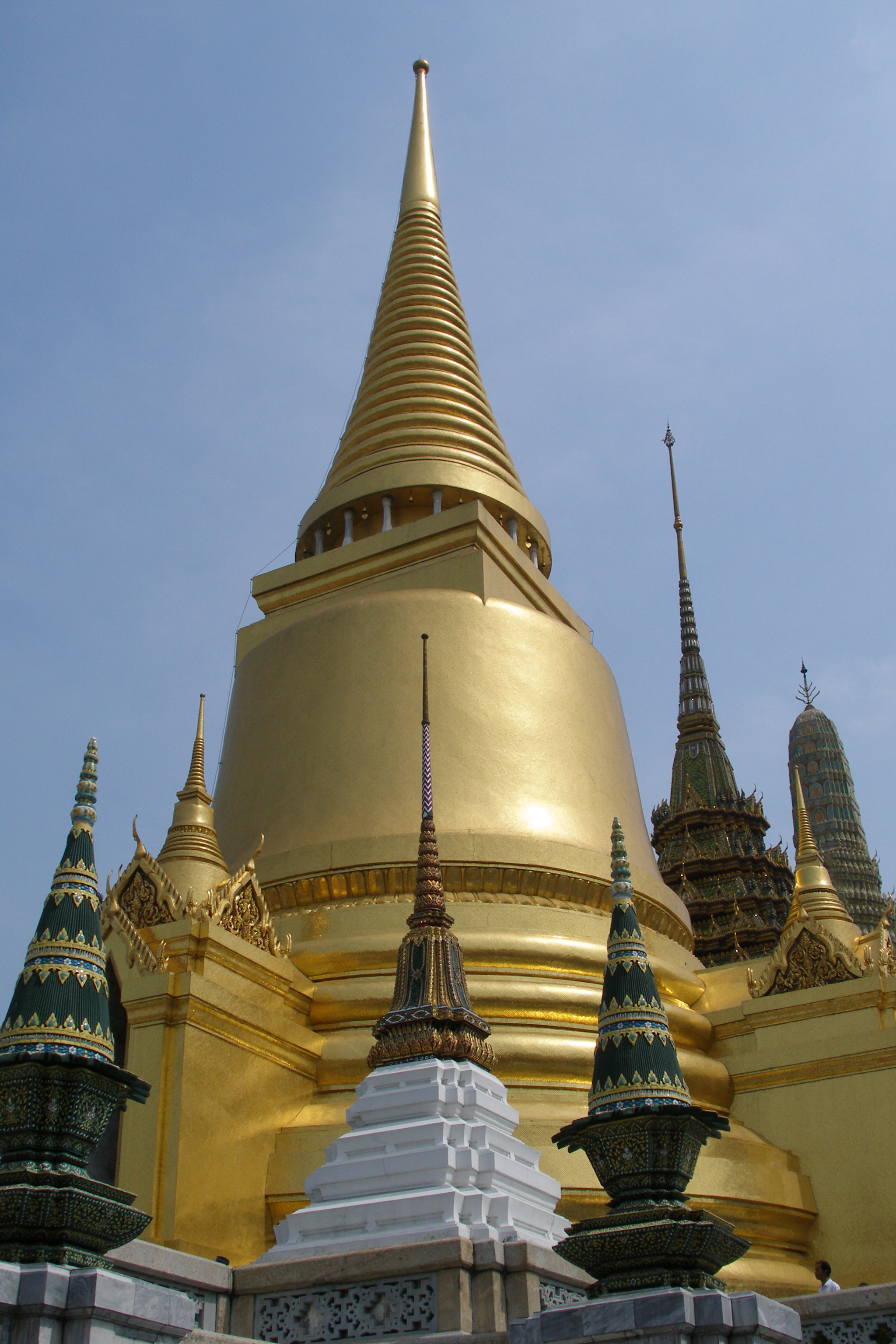
Bangkok, Thajsko
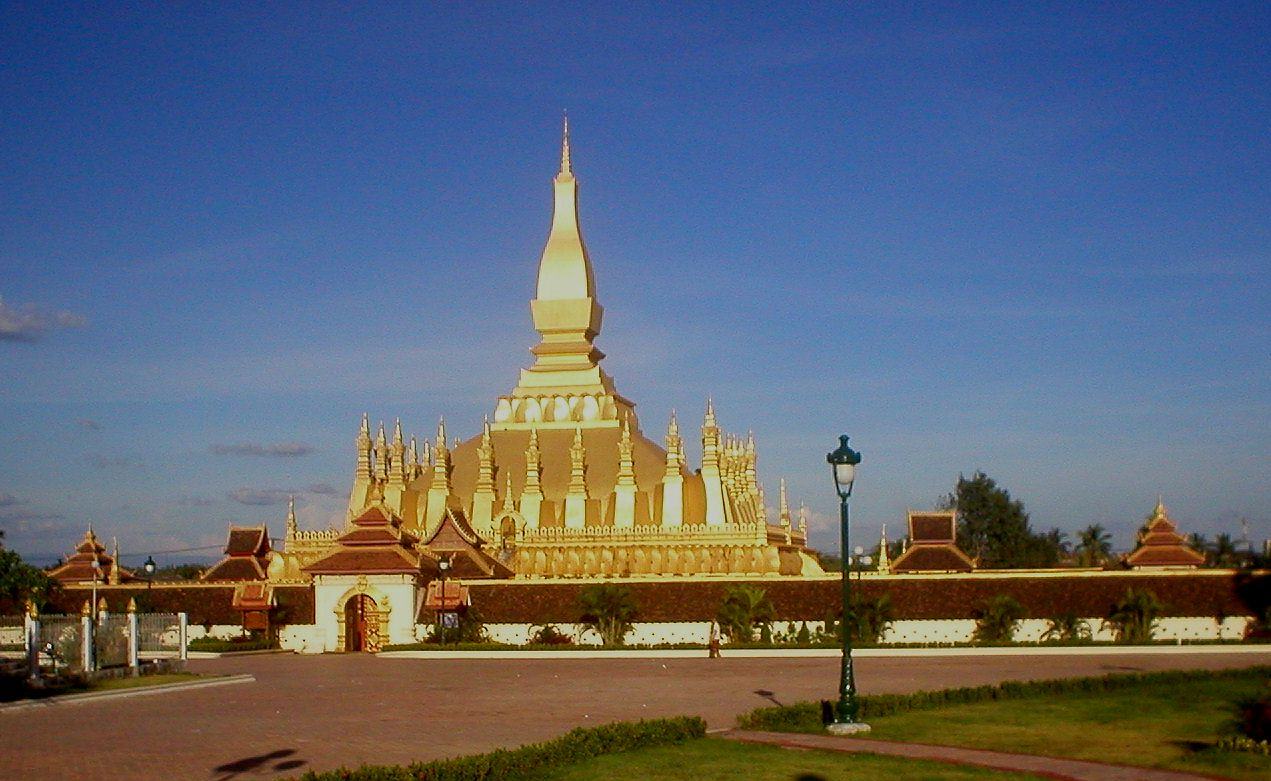
Pha That Luang ve Vientiane, Laos
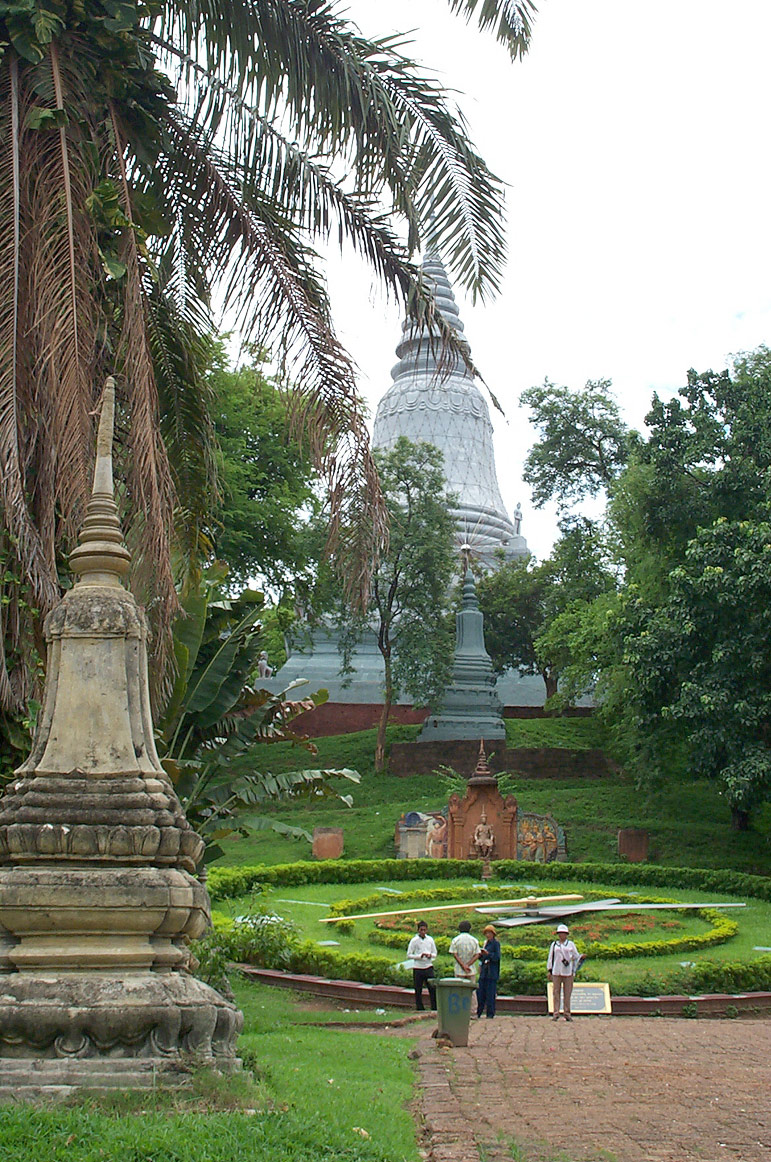
Phnompenh, Kambodža
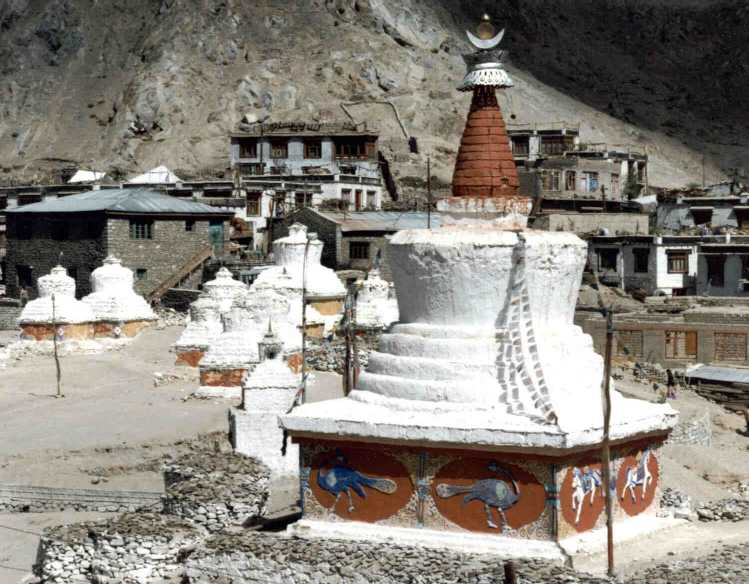
Čhörten, Ladak
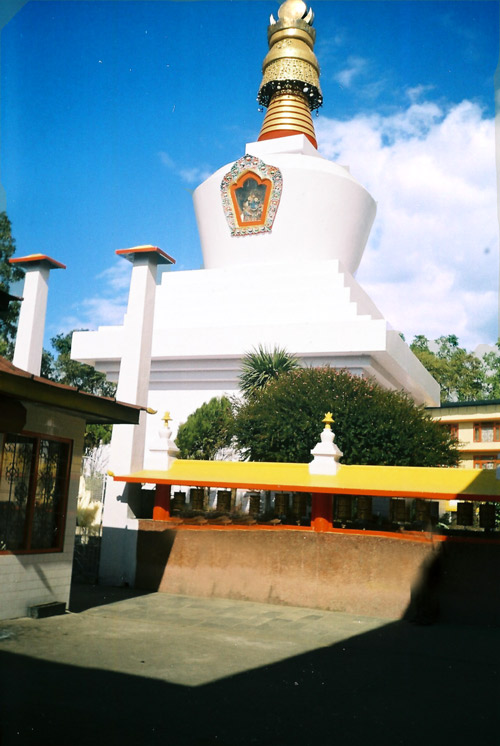
Gangtok, Indie
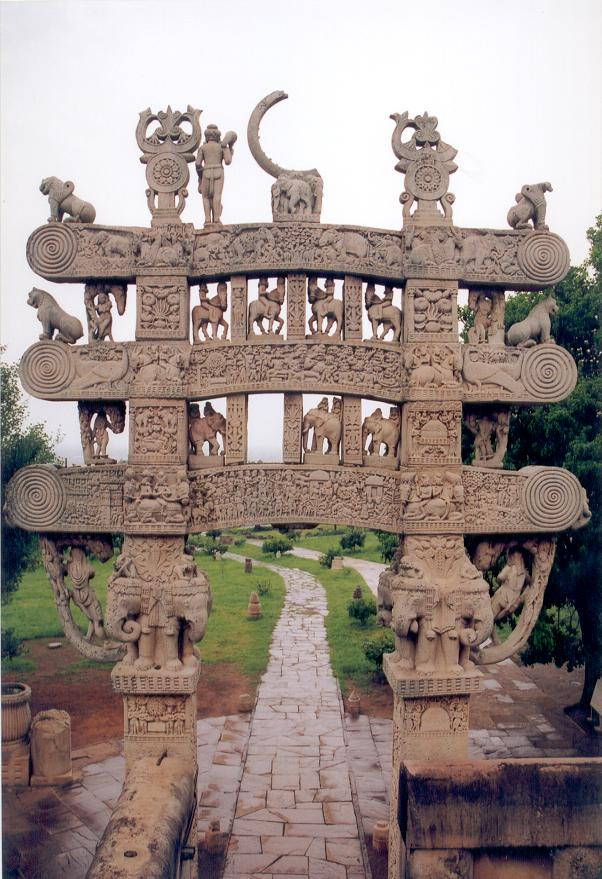
Dekorace severní brány Velké stúpy v Sáňčí
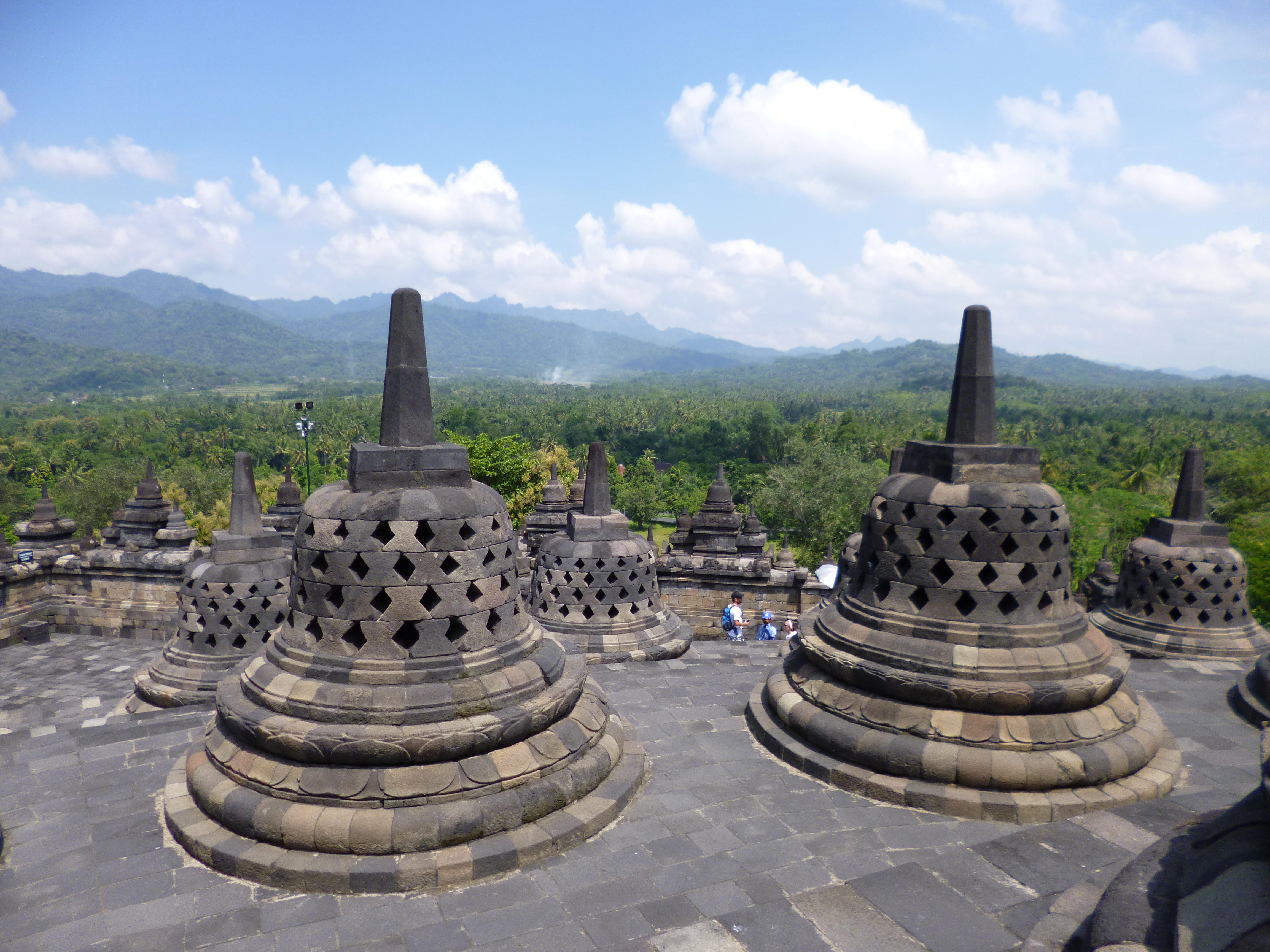
Borobudur, Indonésie